# Józefowiec (Rybnik)
Józefowiec – część miasta Rybnika, położona w rejonie ulicy Majątkowej, na północ od centrum Rybnika. 